# Ломинадзе, Джумбер Георгиевич
Джумбер Георгиевич Ломинадзе (груз. ჯუმბერ გიორგის ძე ლომინაძე; 20 сентября 1930 — 20 января 2014) — советский и грузинский астрофизик, академик Национальной академии наук Грузии.

## Биография
Родился в Тбилиси в 1930 году. Учился на физика в Тбилисском государственном университете (1949—1951) и Московском государственном университете (1951—1955). В МГУ его научным руководителем был Аркадий Мигдал.
С 1956 по 1958 годы работал в рамках советской ядерной программы в ЗАТО Челябинск-70. Возвратившись в Тбилиси, работал в Институте физики Академии Наук Грузии, где занимался физикой высокотемпературной плазмы. Повышал научную квалификацию в Харьковском физико-техническом институте под руководством Константина Степанова. В 1964 году защитил кандидатскую диссертацию, а в 1974 году — докторскую. Его фундаментальная монография носит название «Циклотронные волны в плазме». В 1974 году с группой сотрудников и аспирантов перешел в Абастуманскую Астрофизическую Обсерваторию. В 1979 году был избран членом-корреспондентом АН Грузии, с 1988 года — академик. С 1979 года занимал в Академии должность академика-секретаря Отделения Математики и Физики. Ломинадзе возглавлял Абастуманскую астрофизическую обсерваторию с 1992 по 2000 годы, с 2000 по 2006 — созданный в Обсерватории по его инициативе Центр Плазменной Астрофизики. Был инициатором создания Грузинского Космического Агентства, которое возглавлял в 2003—2006 годах. В 2006 году Агентство было реорганизовано в Центр Космических Исследований при Институте Геофизики Грузии. С 2006 года Ломинадзе возглавлял это научное подразделение. Авторству Ломинадзе принадлежат более двухсот научных работ, под его руководством были подготовлены более 20 кандидатов и 6 докторов наук.
Помимо академической деятельности Ломинадзе участвовал в общественной и политической жизни Грузии в период, когда ее президентом был Эдуард Шеварднадзе. С 1997 по 2003 год он был председателем Центральной избирательной комиссии Грузии. При нём прошли четыре выборных мероприятия: выборы местного самоуправления в 1998 и 2002 годах, выборы в парламент в 1999 году и президентские 2000 года.
Ломинадзе был награждён орденом Вахтанга Горгасали III степени в 2000 году и государственной премией в области науки и техники в 2002 году. Он скончался 20 января 2014 года в возрасте 83 лет.